# Smith & Wesson 1006
La Smith & Wesson 1006 es una pistola semiautomática de Smith & Wesson con gatillo SA / DA y un cañón de 127 mm (5 pulgadas).
El modelo 1006 es una pistola Smith & Wesson de "tercera generación" diseñada para cartuchos de 10 mm. A pedido del FBI, que tomó la pistola como arma de servicio estándar en 1990 (una reacción directa al tiroteo en Miami en 1986), la 1006 estaba equipada con la palanca manual de seguro/desamartillado en el lado izquierdo de la corredera. Sin embargo, la pistola solo duró unos pocos años como arma de servicio del FBI porque, como repetidamente afirmaron los críticos, tenía un retroceso mayor debido al cartucho 10 mm Auto, que era mucho más fuerte que el 9 x 19 Parabellum. Sin embargo, su adopción como una pistola de servicio del FBI a través del cartucho 10 mm FBI (un 10 mm Auto con carga propulsora más débil) condujo directamente al desarrollo del cartucho .40 S&W. De acuerdo con Smith & Wesson, se produjeron un total de 26,978 pistolas S&W 1006 de calibre de 10 mm.